# A Quick One
A Quick One — второй студийный альбом британской рок-группы The Who, выпущенный 9 декабря 1966 года на лейбле Reaction Records в Великобритании. Версия альбома с изменённым трек-листом была выпущена под названием Happy Jack на лейбле Decca Records в апреле 1967 года в США, где песня «Happy Jack» вошла в топ-40. 
В 1995 Стив Эпплфорд из Rolling Stone отметил аутентичное качество альбома, как просто выделив треки «Cobwebs and Strange» и «So Sad About Us», так и их сочетаемость. В 2003 году журнал поставил альбом на 384-е место в списке 500 величайших альбомов всех времен.

## Об альбоме
В отличие от других альбомов The Who, где гитарист Пит Таунсенд был основным или единственным автором песен, A Quick One включает вклад в написание песен всех участников группы: певец Роджер Долтри написал одну песню, басист Джон Энтвистл и барабанщик Кит Мун написали по две. Альбом также включал кавер на песню трио Холланд — Дозье — Холланд «Heat Wave» и заканчивается музыкальной сюитой под названием «A Quick One, While He’s Away».

## Список композиций

### A Quick One(UK)
Сторона А
1. «Run, Run, Run»
2. «Boris the Spider»
3. «I Need You»
4. «Whiskey Man»
5. «Heat Wave»
6. «Cobwebs and Strange»

Сторона Б
1. «Don't Look Away»
2. «See My Way»
3. «So Sad About Us»
4. «A Quick One, While He's Away»

### Happy Jack(US)
Сторона А
1. «Run, Run, Run»
2. «Boris the Spider»
3. «I Need You»
4. «Whiskey Man»
5. «Cobwebs and Strange»
6. «Happy Jack»

Сторона Б
1. «Don't Look Away»
2. «See My Way»
3. «So Sad About Us»
4. «A Quick One, While He's Away»

## Чарты
| Чарт                             | Лучшая позиция |
| -------------------------------- | -------------- |
| Норвегия (VG-lista)              | 19             |
| Великобритания (UK Albums Chart) | 4              |
| США (Billboard 200)              | 67             |

## Участники записи
- Роджер Долтри — вокал, тромбон на "Cobwebs and Strange"
- Пит Таунсенд — гитара, бэк-вокал, соведущий вокал на "A Quick One, While He's Away", свист на "Cobwebs and Strange"
- Джон Энтвисл — бас-гитара, бэк-вокал, ведущий вокал на "Boris the Spider" и "Whiskey Man", соведущий вокал на "A Quick One, While He's Away", валторна и труба на "Cobwebs and Strange"
- Кит Мун — барабаны, перкуссия, бэк-вокал, ведущий вокал на "I Need You", туба на "Cobwebs and Strange"